# Pedro Reis (ekonomista)
Pedro Reis (ur. 30 września 1967 w Lizbonie) – portugalski ekonomista i menedżer, w latach 2024–2025 minister gospodarki.

## Życiorys
Absolwent zarządzania przedsiębiorstwem na Portugalskim Uniwersytecie Katolickim. Kształcił się również w Harvard Business School oraz INSEAD. Z zawodu konsultant i menedżer. W latach 2011–2014 był prezesem AICEP, agencji inwestycji i handlu zagranicznego. Następnie związany z grupą Millennium bcp, był m.in. administratorem wykonawczym BCP Capital i dyrektorem bankowości instytucjonalnej. W 2022 został koordynatorem związanego z Partią Socjaldemokratyczną think tanku Movimento Acreditar. W tym samym roku powołano go również na przewodniczącego rady doradczej przy Conselho da Diáspora Portuguesa, instytucji do spraw portugalskiej diaspory. W kwietniu 2024 objął urząd ministra gospodarki w rządzie Luísa Montenegra.
W wyborach w 2025 uzyskał mandat posła do Zgromadzenia Republiki. W czerwcu tegoż roku zakończył pełnienie funkcji ministra.